# Francis Isnard
Pour les articles homonymes, voir Isnard.
Francis Isnard, né le 11 avril 1945 à Manosque (Alpes-de-Haute-Provence), et mort le 25 juin 2010 à Monaco, est un footballeur professionnel français.

## Biographie
International espoirs, ayant également évolué en équipe de France militaire, il signe son premier contrat professionnel avec l'OGC Nice en 1963 et porte le maillot rouge et noir jusqu'en 1975, lors d’une période entrecoupée par deux saisons de relégation en Division 2 (1964-1965 et 1969-1970). Ayant disputé 433 matchs avec Nice, toutes compétitions confondues, il reste à ce jour le joueur le plus capé de l'histoire du club.